# Aeroportul Porto Amboim
Aeroportul Porto Amboim (IATA: PBN, ICAO: FNPA) este un aeroport din Gunza, Provincia Cuanza Sul, Angola.
Situat la o altitudine de 5 m, aeroportul dispune de o singură pistă.